# Pterolophia timorensis
Pterolophia timorensis là một loài bọ cánh cứng trong họ Cerambycidae.